# Interstate 89
I-89 eller Interstate 89 är en amerikansk väg, Interstate Highway.

## Externa länkar

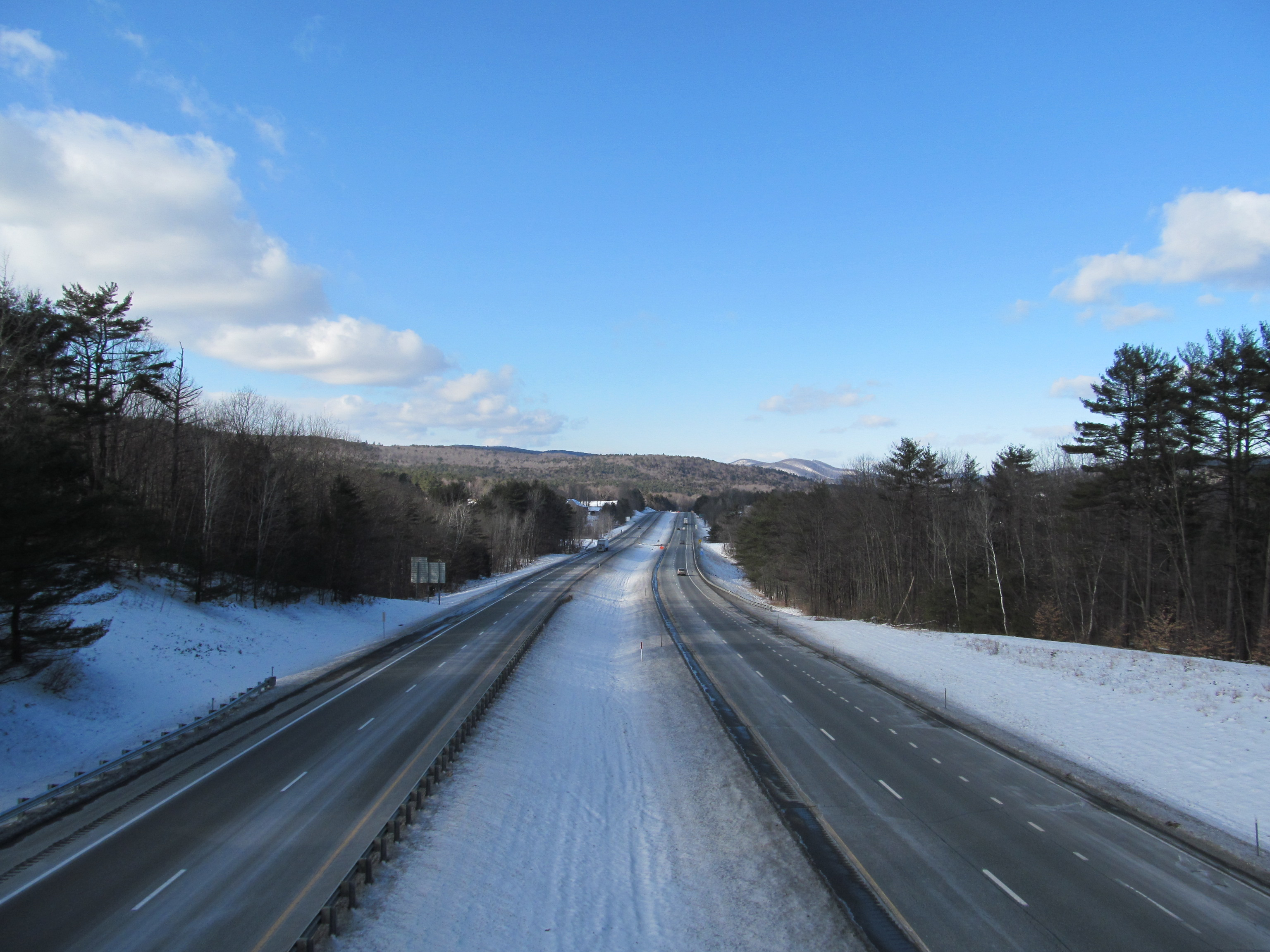

## Delstater vägen går igenom
- New Hampshire
- Vermont